# Ranacephala hogei
Ranacephala hogei is een schildpad uit de familie slangenhalsschildpadden (Chelidae).

## Naam en indeling
De wetenschappelijke naam van de soort werd voor het eerst voorgesteld door Robert Friedrich Wilhelm Mertens in 1967. Oorspronkelijk werd de wetenschappelijke naam Phrynops hogei gebruikt en lange tijd werd de soort ingedeeld bij het geslacht van de kikkerkopschildpadden (Mesoclemmys). De soort werd in 2001 door William P. McCord, Mehdi Joseph-Ouni en species:William W. Lamar aan het geslacht Ranacephala toegewezen en is tegenwoordig de enige vertegenwoordiger van deze monotypische groep.
De geslachtsnaam Ranacephala betekent vrij vertaald 'kikkerhoofd'; rana = kikker en kephale = kop. De soortnaam hogei is een eerbetoon aan de Belgische herpetoloog Alphonse Richard Hoge (1912 - 1982).

## Uiterlijke kenmerken
De schildpad kan een rugschildlengte bereiken van ongeveer 35 centimeter, het schild heeft een langwerpige, ovale vorm en heeft geen kiel op het midden zoals bij verwante soorten het geval is. De schildkleur is uniform bruin, de schildplaten hebben een glad oppervlak. Het schild is wat verlaagd tussen het tweede en vierde wervelschild. Het buikschild is geheel geel van kleur, sommige exemplaren hebben echter donkere vlekken aan het buikschild. De plastronformule is als volgt: abd > fem > intergul > hum > gul = an > pect.
De kop is voorzien van twee baarddraden die gelegen zijn aan de kin. De kop is relatief smaller dan die van de verwante soorten uit het geslacht van de paddenkopschildpadden (Phrynops), de kop heeft een donkere grijsbruine kleur aan de bovenzijde en een geelachtige kleur aan de onderzijde. Bij de vrouwtjes worden deze kleurvlakken gesepareerd door een rode streep aan de zijkant van de kop. De ogen hebben een bruine kleur met een onregelmatige gele rand rond e iris. Onder de kin zijn twee goed ontwikkelde baarddraden aanwezig. De huid van de poten en staart heeft een grijze tot bruine kleur aan de bovenzijde en zijn geel tot oranjegeel aan de onderzijde.
Mannetjes zijn van vrouwtjes te onderscheiden door een langere en dikkere staart en een iets holler buikschild.

## Verspreiding en habitat
Ranacephala hogei komt voor Zuid-Amerika en leeft endemisch in Brazilië. De schildpad komt hier voor in het oosten van het land in de deelstaten Rio de Janeiro, Minas Gerais en Espírito Santo. De habitat bestaat uit oppervlaktewateren die zich beneden 500 meter boven zeeniveau bevinden. De verschillende populaties leven waarschijnlijk gescheiden van elkaar.

## Beschermingsstatus
Door de internationale natuurbeschermingsorganisatie IUCN is de beschermingsstatus 'ernstig bedreigd' toegewezen (Critically Endangered of CR).